# Hongqi H5
Der Hongqi H5 ist eine Limousine der oberen Mittelklasse der zum chinesischen Automobilhersteller FAW gehörenden Marke Hongqi.

## 1. Generation (2018–2024)
Einen ersten Ausblick auf eine Limousine der oberen Mittelklasse zeigte Hongqi im April 2016 auf der Beijing Auto Show mit dem Hongqi B-Concept. Die Serienversion debütierte ein Jahr später auf der Shanghai Auto Show. Im April 2018 kam der Wagen in China auf den Markt. Eine überarbeitete Version der Baureihe kam im Juli 2020 in den Handel.
Das Fahrzeug basiert auf der dritten Generation des Mazda6. Mazda hat in China ein Joint Venture mit FAW. Der bis 2017 gebaute Besturn B90 basierte auf der zweiten Generation des Mazda6, weshalb er als Vorgängermodell des Hongqi H5 bezeichnet wird.

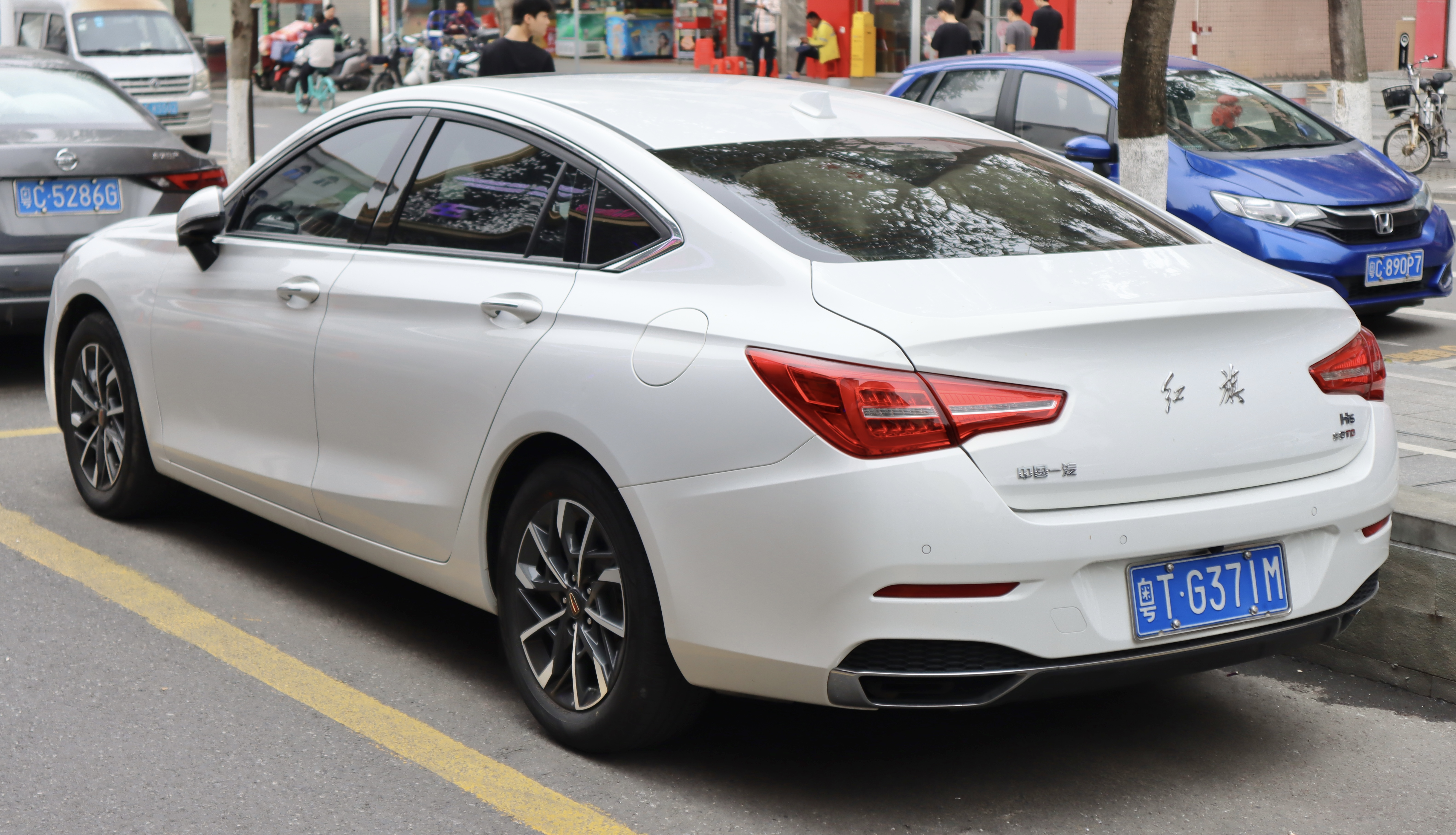
Heckansicht
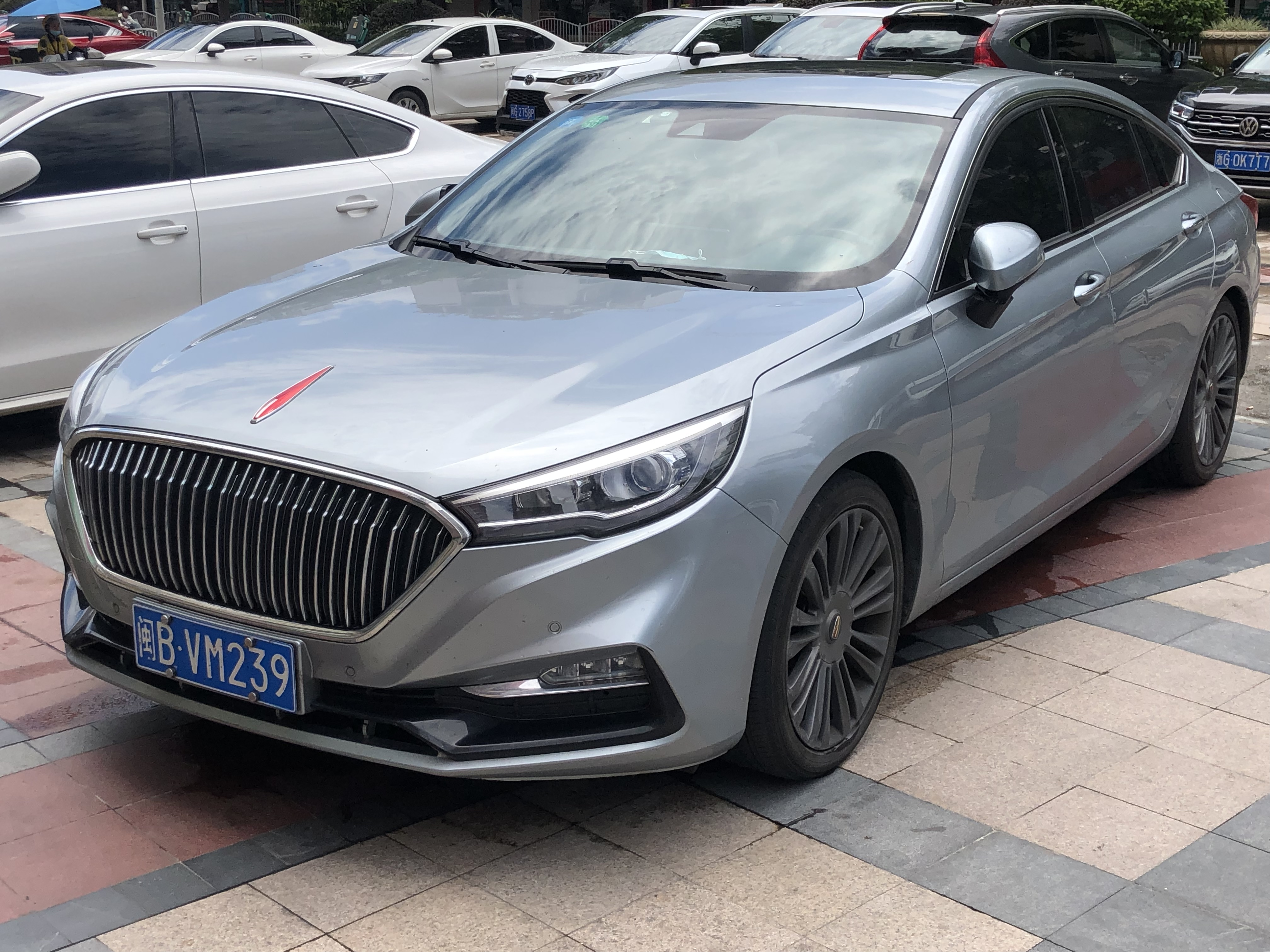
Hongqi H5 (2020–2024)
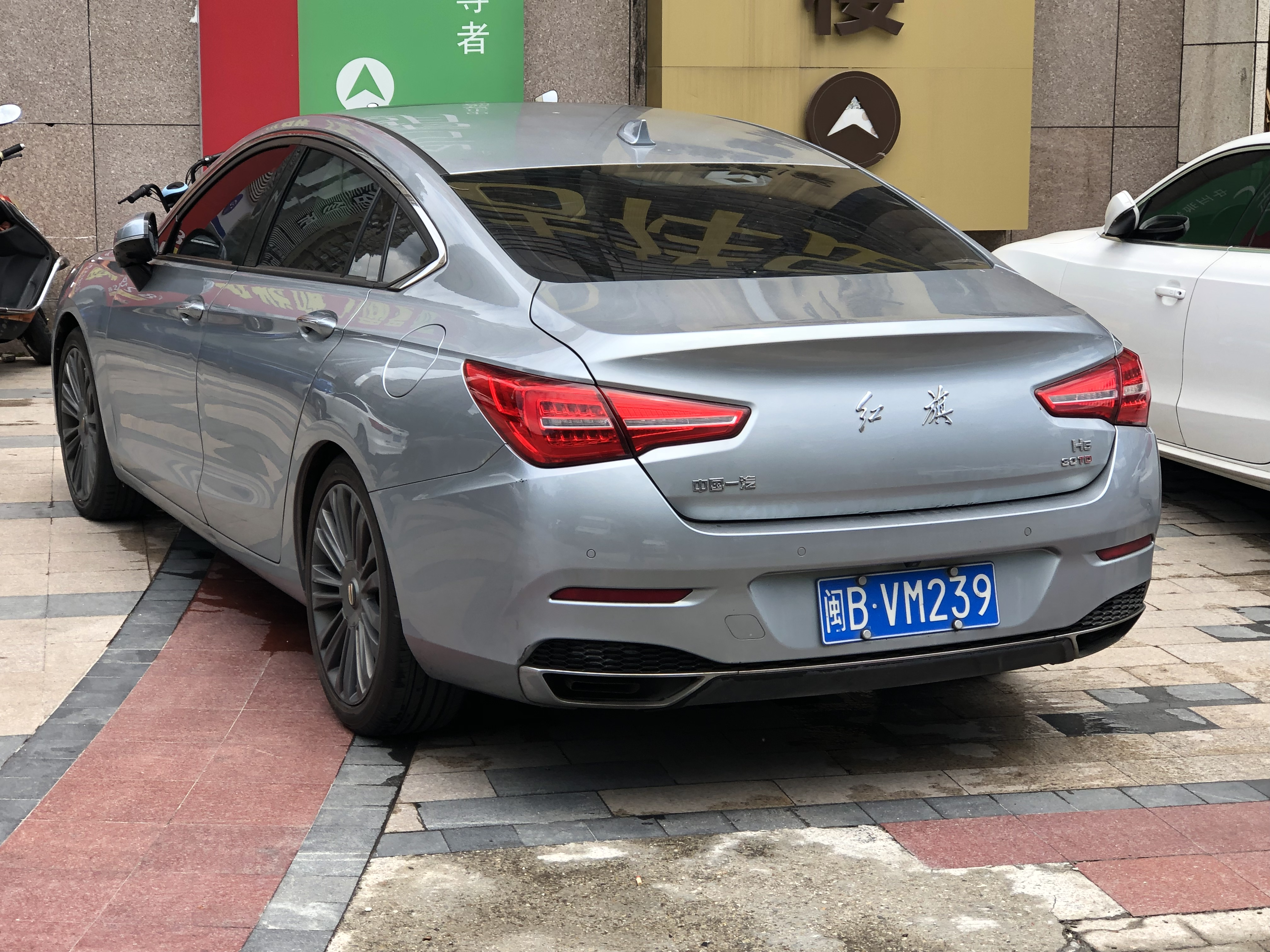
Heckansicht
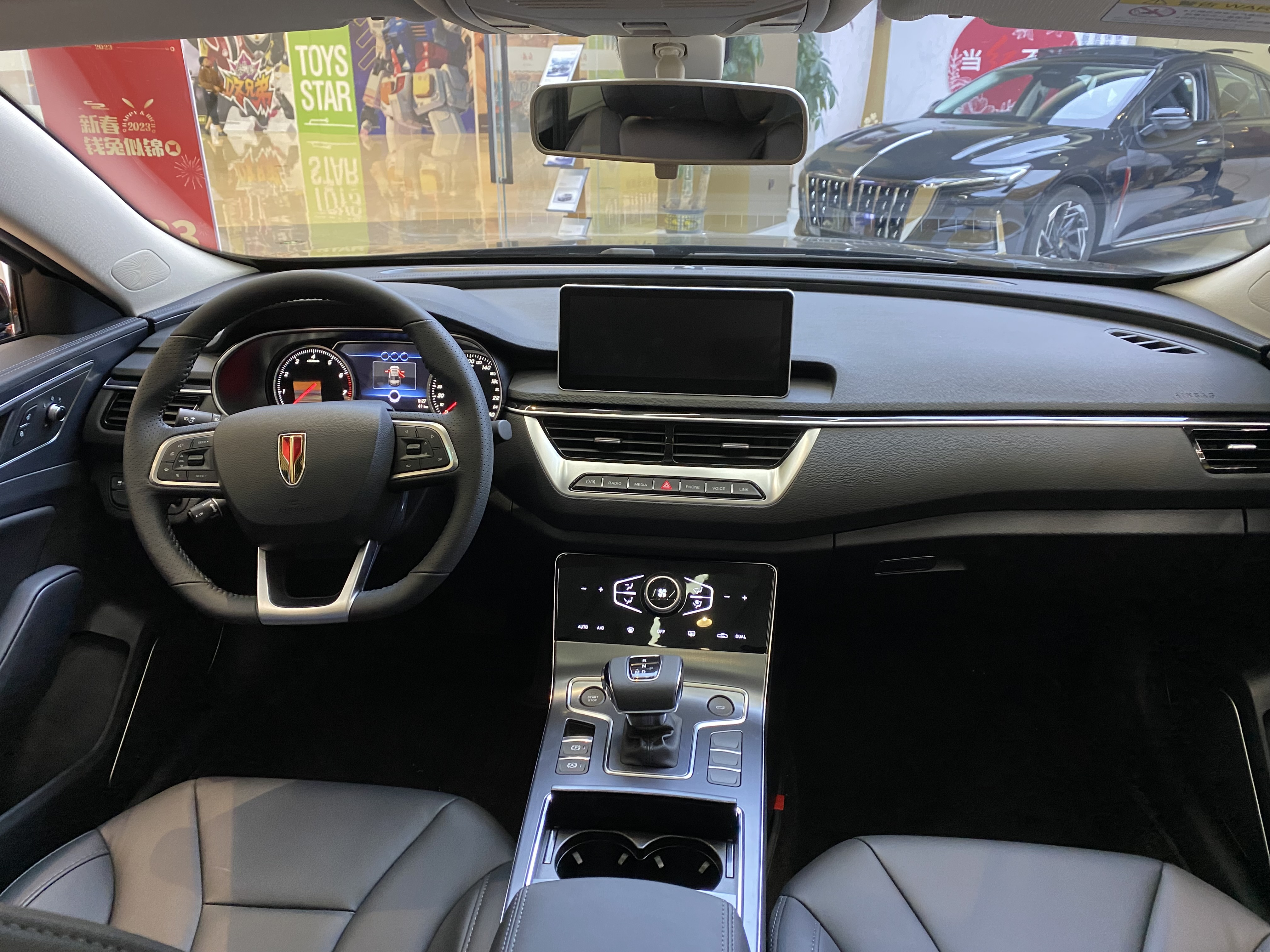
Innenansicht

### Technische Daten
Zum Marktstart stand für den H5 ausschließlich ein aufgeladener 1,8-Liter-Ottomotor mit 137 kW (186 PS) zur Verfügung. Mit der Umstellung des Antriebs auf die China-VI-Abgasnorm wurde die Leistung auf 132 kW (180 PS) gedrosselt. Mit dem Facelift ergänzte ein aufgeladener 1,5-Liter-Ottomotor mit 124 kW (169 PS) die Antriebspalette. Außerdem stieg die Leistung des 1,8-Liter-Ottomotors auf 145 kW (197 PS).
|                                             | 1.5T                             | 1.8T                       | 1.8T                       | 1.8T                       |
| Bauzeitraum                                 | 07/2020–01/2024                  | 05/2019–07/2020            | 04/2018–05/2019            | 07/2020–01/2024            |
| Motorkenndaten                              |                                  |                            |                            |                            |
| Motortyp                                    | R4-Ottomotor                     | R4-Ottomotor               | R4-Ottomotor               | R4-Ottomotor               |
| Hubraum                                     | 1498 cm³                         | 1796 cm³                   | 1796 cm³                   | 1796 cm³                   |
| Motoraufladung                              | Turbolader                       | Turbolader                 | Turbolader                 | Turbolader                 |
| max. Leistung bei min−1                     | 124 kW (169 PS)                  | 132 kW (180 PS)            | 137 kW (186 PS)            | 145 kW (197 PS)            |
| max. Drehmoment bei min−1                   | 258 Nm                           | 250 Nm                     | 250 Nm                     | 320 Nm                     |
| Kraftübertragung                            |                                  |                            |                            |                            |
| Antrieb, serienmäßig                        | Vorderradantrieb                 | Vorderradantrieb           | Vorderradantrieb           | Vorderradantrieb           |
| Getriebe, serienmäßig                       | 7-Stufen-Doppelkupplungsgetriebe | 6-Stufen-Automatikgetriebe | 6-Stufen-Automatikgetriebe | 6-Stufen-Automatikgetriebe |
| Messwerte                                   |                                  |                            |                            |                            |
| Höchstgeschwindigkeit                       | 210 km/h                         | k. A.                      | k. A.                      | 220 km/h                   |
| Beschleunigung, 0–100 km/h                  | 9,2 s                            | 9,7 s                      | 10,2 s                     | 8,0 s                      |
| Kraftstoffverbrauch auf 100 km (kombiniert) | 6,2 l Super                      | 7,1 l Super                | 7,2 l Super                | 6,4 l Super                |
| Abgasnorm                                   | China VI                         | China VI                   | China V                    | China VI                   |

## 2. Generation (seit 2022)
Die zweite Generation des H5 wurde im März 2022 vorgestellt. Öffentlichkeitspremiere hatte sie im Juni 2022 auf der Chengdu Auto Show. Im darauffolgenden Monat kam sie in China auf den Markt. Seit Juni 2023 wird der H5 auch in Russland vermarktet. Die erste Generation der Baureihe wurde zunächst weiter angeboten.

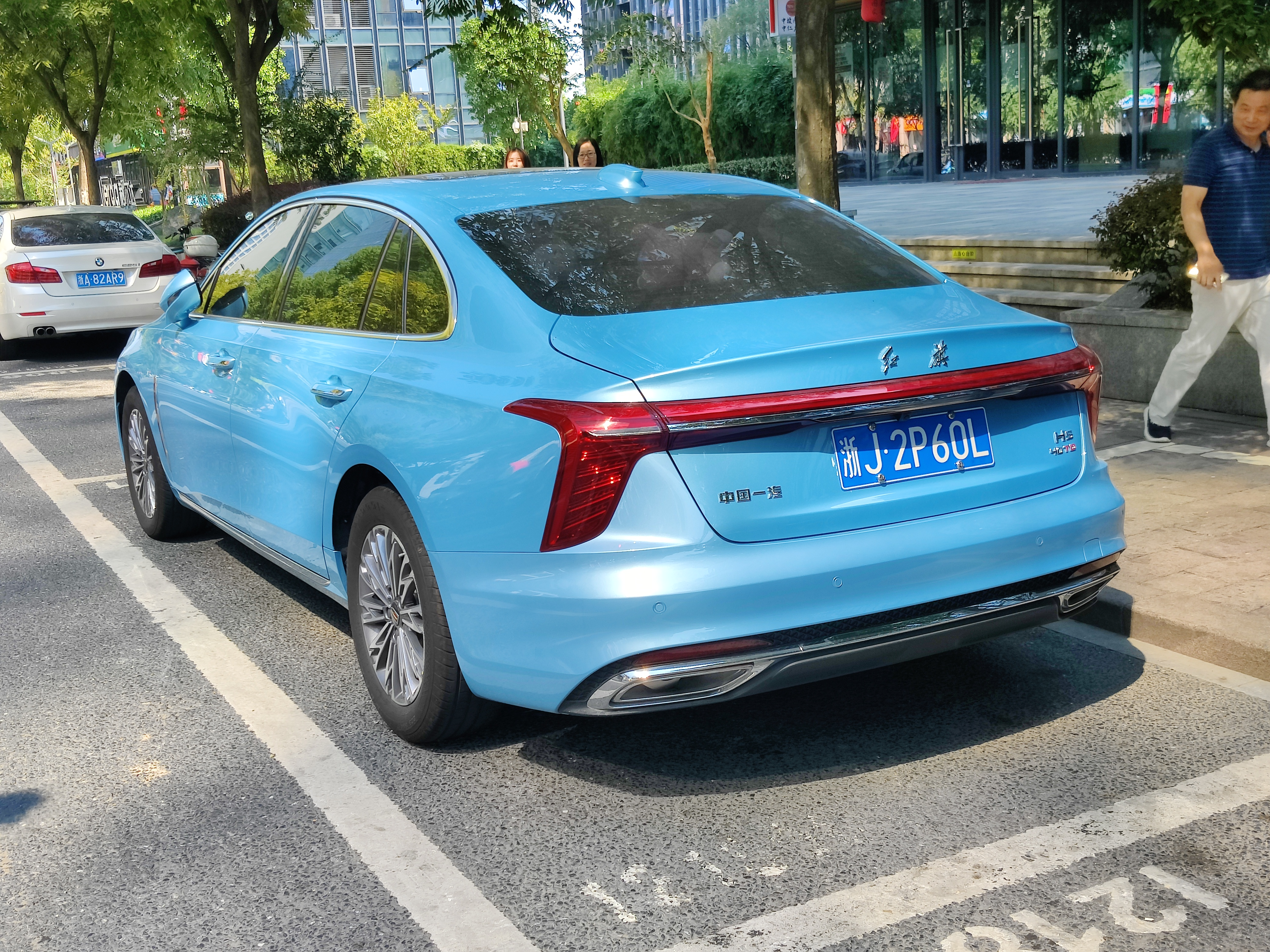
Heckansicht
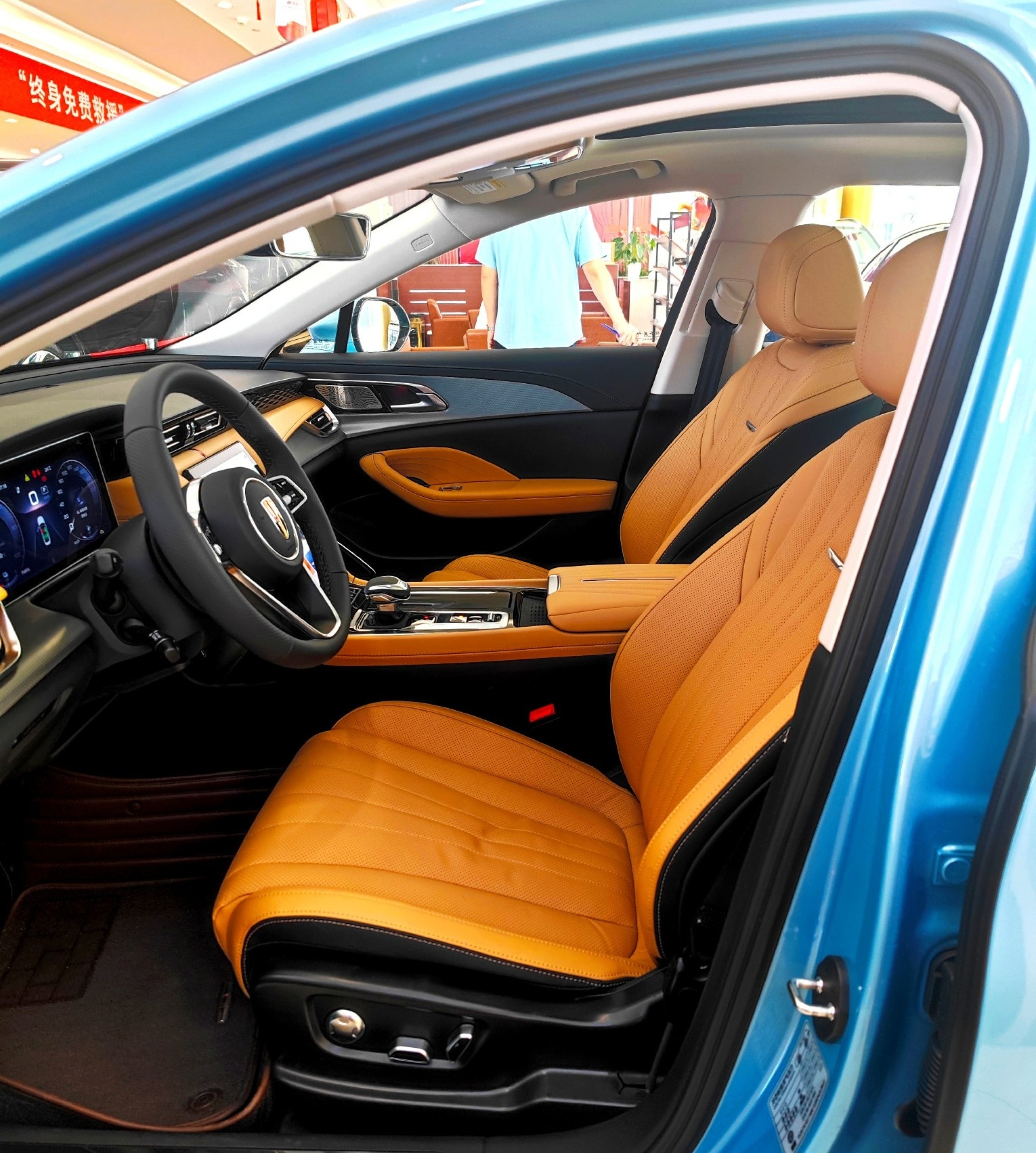
Innenansicht

### Technische Daten
Für das Fahrzeug stehen vier Antriebsvarianten zur Wahl. Die schwächste Motorisierung hat einen aufgeladenen 1,5-Liter-Ottomotor mit 124 kW (169 PS) und ist aus der ersten Generation bekannt. Weiter gibt es einen aufgeladenen 2,0-Liter-Ottomotor mit 165 kW (224 PS), der auch im Hongqi HS5 verwendet wird. Die dritte Variante ist ein 1,5-Liter-Ottohybrid mit 140 kW (190 PS). Zuletzt folgte ein 1,5-Liter-Plug-in-Hybrid mit 168 kW (228 PS). In Russland steht nur die 2,0-Liter-Version zur Wahl.
|                                             | 1.5T                             | 2.0T                       | 1.5T HEV                    | 1.5T PHEV 130               | 1.5T PHEV 170               |
| Bauzeitraum                                 | seit 07/2022                     | seit 07/2022               | seit 07/2022                | seit 04/2025                | seit 04/2025                |
| Motorkenndaten                              |                                  |                            |                             |                             |                             |
| Motortyp                                    | R4-Ottomotor                     | R4-Ottomotor               | R4-Ottomotor + Elektromotor | R4-Ottomotor + Elektromotor | R4-Ottomotor + Elektromotor |
| Hubraum                                     | 1498 cm³                         | 1989 cm³                   | 1498 cm³                    | 1498 cm³                    | 1498 cm³                    |
| Motoraufladung                              | Turbolader                       | Turbolader                 | Turbolader                  | Turbolader                  | Turbolader                  |
| max. Leistung bei min−1                     | 124 kW (169 PS)                  | 165 kW (224 PS) / 5500     | 140 kW (190 PS) (1)         | 168 kW (228 PS) (1)         | 168 kW (228 PS) (1)         |
| max. Drehmoment bei min−1                   | 258 Nm                           | 340 Nm / 1500–4350         | 280 Nm (2)                  | 340 Nm (2)                  | 340 Nm (2)                  |
| Kraftübertragung                            |                                  |                            |                             |                             |                             |
| Antrieb, serienmäßig                        | Vorderradantrieb                 | Vorderradantrieb           | Vorderradantrieb            | Vorderradantrieb            | Vorderradantrieb            |
| Getriebe, serienmäßig                       | 7-Stufen-Doppelkupplungsgetriebe | 8-Stufen-Automatikgetriebe | Stufenloses Getriebe        | Stufenloses Getriebe        | Stufenloses Getriebe        |
| Messwerte                                   |                                  |                            |                             |                             |                             |
| Höchstgeschwindigkeit                       | 215 km/h                         | 230 km/h                   | 180 km/h                    | 180 km/h                    | 180 km/h                    |
| Beschleunigung, 0–100 km/h                  | 9,5 s                            | 7,8 s                      | 8,0 s                       | 7,6 s                       | 7,2 s                       |
| Kraftstoffverbrauch auf 100 km (kombiniert) | 6,2 l Super                      | 6,4 l Super                | 5,1 l Super                 | 0,9 l Super                 | 0,6 l Super                 |
| Abgasnorm                                   | China VI                         | China VI                   | China VI                    | China VI                    | China VI                    |